# About Face
About Face este al doilea album solo al chitaristului trupei Pink Floyd, David Gilmour, lansat în Martie 1984. Albumul a fost co-produs de Bob Ezrin și David Gilmour. Două melodii au fost scrise de Gilmour și Pete Townshend de la The Who, restul fiind ale lui Gilmour în întregime. În mai același an, alt membru Pink Floyd, Roger Waters și-a lansat primul album solo oficial The Pros and Cons of Hitch Hiking.

## Tracklist
1. "Until We Sleep" (5:15)
2. "Murder" (4:59)
3. "Love on The Air" (Gilmour, Pete Townshend) (4:19)
4. "Blue Light" (4:35)
5. "Out of The Blue" (3:35)
6. "All Lovers Are Deranged" (Gilmour, Pete Townshend) (3:14)
7. "You Know I'm Right" (5:06)
8. "Cruise" (4:40)
9. "Let's Get Metaphysical" (4:09)
10. "Near The End" (5:36)

- Toate cântecele au fost scrise de David Gilmour cu excepția celor notate.

## Single-uri
- "Blue Light" (1984)
- "All Lovers Are Deranged" (1984)
- "Murder" (1984)